# Жак Таті
Жак Таті́ (фр. Jacques Tati), (при народженні — Жак Татіщев фр. Jacques Tatischeff); (нар.9 жовтня 1907 — †4 листопада 1982) — французький кінорежисер, лауреат Каннського кінофестивалю, премії «Сезар», номінант премії «Оскар».

## Біографія
Мати Таті — Клер ван Хуф, нідерландського і італійського походження. Батько — Жорж-Еммануель Татіщев, син російського дипломата графа Дмитра Татіщева і француженки Роз-Анаталі Аленкан. Починав виступати у кабаре, де виконував пантоміми. В кіно дебютвав у 1934 році, де першою успішною картиною став короткометражний фільм «Тренуй ліву» (1936 рік). У 1939 році Таті пішов на фронт.
Після війни Таті повернувся до кабаре і вже у 1947 році зняв ще один короткометражний фільм «Школа листонош», а у 1949 році вийшов перший довгометражний фільм «Святковий день», який здобув значний успіх. Наступним фільмом став «Канікули пана Юло» 1953 року, де він створив свій знаменитий персонаж наївного простака Юло. У 1956 році Таті заснував свою власну кіностудію «Specta films». У 1958 році вийшов перший кольоровий фільм Таті «Мій дядечко». Фільм знімали у двох версіях — англійською та французькою мовами, у 1959 році він був відзначений спеціальною нагородою журі в Каннах і отримав Оскара за найкращий іноземний фільм.
З 1965 по 1967 рік Таті працював над фільмом «Час розваг» і також продовжував знімати короткометражні фільми. «Час розваг» вийшов на екрани у 1967 році, однак, хоча сподобався критикам, він не став популярним у публіки. У цей фільм Таті інвестував значні кошти й від посередніх прибутків від прокату з'явилися перші фінансові негаразди — він був вимушений закласти власний будинок у Сен-Жермен-ан-Ле. Згодом він зняв свій наступний фільм «Автомобільний рух», який вийшов у кінотеатри у 1971 році, а пізніше і на телебаченні. У 1973 році Таті зняв свій наступний фільм «Парад», який мав певну популярність у глядачів.
Попри успіх «Параду», у 1974 році Specta films збанкрутувала. Після довготривалих проблем зі здоров'ям Жак Таті помер 4 листопада 1982 року так і не закінчивши сценарій свого останнього фільму: «Плутанина».

## Фільмографія
| Рік  | Назва                                                                            | Розділ кіномистецтва   | Примітки                    |
| ---- | -------------------------------------------------------------------------------- | ---------------------- | --------------------------- |
| 1932 | «Оскар, чемпіон тенісу»/Oscar, champion de tennis                                | Короткометражний фильм | Режисер і актор             |
| 1934 | On demande une brute (Потрібен звір)                                             | Художній фільм         | Співавтор та актор          |
| 1935 | Gai dimanche (Весела неділя)                                                     | Короткометражний фільм | Співавтор, режисер та актор |
| 1936 | Soigne ton gauche (Тренуй ліву)                                                  | Короткометражний фільм | Сценарист та актор          |
| 1938 | Retour à la terre (Повернення до землі)                                          | Короткометражний фільм | Сценарист, актор            |
| 1945 | Sylvie et le fantôme (Сильвія та привид)                                         | Художній фільм         | Актор                       |
| 1946 | «Диявол у тілі» (Le Diable au corps)                                             | Художній фільм         | Актор                       |
| 1947 | L'École des facteurs (Школа листонош)                                            | Короткометражний фільм | Сценарист, режисер та актор |
| 1949 | «Святковий день» (Jour de fête)                                                  | Художній фільм         | Сценарист, режисер та актор |
| 1953 | Les Vacances de Monsieur Hulot (Канікули пана Юло)                               | Художній фільм         | Сценарист, режисер та актор |
| 1958 | «Мій дядечко» (Mon oncle)                                                        | Художній фільм         | Сценарист, режисер та актор |
| 1967 | Playtime (Час розваг)                                                            | Художній фільм         | Сценарист, режисер та актор |
| 1967 | Cours du soir (Вечірня школа)                                                    | Короткометражний фільм | Сценарист та актор          |
| 1968 | Baisers volés (Вкрадені поцілунки)                                               | Художній фільм         | Актор                       |
| 1971 | Trafic (Авторух)                                                                 | Художній фільм         | Сценарист, режисер та актор |
| 1972 | Obraz uz obraz                                                                   | Телесеріал             | Актор                       |
| 1974 | Parade (Парад)                                                                   | Телефільм              | Сценарист, режисер та актор |
| 1978 | Forza Bastia 78 ou l'île en fête (Форза Бастіа 78 або святковий день на острові) | Документальне кіно     | Сценарист та режисер        |